# Општина Гринду (Јаломица)
Гринду (рум. Grindu) општина је у Румунији у округу Јаломица.
Oпштина се налази на надморској висини од 64 m.